# Casa lar
Em serviço social, casa lar ou abrigo domiciliar é uma modalidade de acolhimento institucional que tem como objetivo oferecer um ambiente mais próximo de uma casa de família, afastando-se dos tradicionais abrigos e orfanatos.

## História
Antes de constituição de 1988 e do Estatuto da Criança e do Adolescente, o tratamento dado à criança e ao adolescente tinha por base metodológica o termo "menor". Em 1927, o Brasil adota a estratégia de internação dos ditos menores para protegê-los. Os Serviços de Assistência ao Menor eram vistos pela sociedade como uma verdadeira "escola do crime", criando e perpetuando o estereótipo do "menor infrator".
Com a promulgação da Constituição brasileira de 1988, a criança e o adolescente fixa ao estado o dever de proteger a infância e a adolescência. É a partir do Estatuto da Criança e do Adolescente, porém, que essa proteção passa a seguir a doutrina da proteção integral, que fixa o dever de garantir que todos os direitos sejam assegurados, não apenas os essenciais à sobrevivência.

## Princípios
A ideia de casa lar gira em torno de três eixos principais:
1. A noção de Infância Universal;
2. O movimento social pela desinstitucionalização;
3. A mobilização para a legalização das adoções.

A noção de infância universal vem do Estatuto da Criança e do Adolescente, que passa a tratar criança e adolescente como sujeitos com direitos e, portanto, dignos de tratamento igualitário. O segundo eixo é inspirado na luta antimanicomial, uma vez que a lógica orfanológica, baseada no encarceramento, tenderia aos mesmos resultados dos manicômios judiciários. Por fim, a mobilização pela legalização das adoções se relaciona com a sensação de família proporcionada pela casa lar, uma vez que o objetivo final do acolhimento é o retorno à família de origem ou a uma família substituta.
Com esses princípios, são esperadas diferenças em relação ao abrigamento tradicional:
| Orfanato                         | Casa lar                               |
| -------------------------------- | -------------------------------------- |
| Ambiente grande, frio            | Ambiente familiar, acolhedor           |
| Ambiente coletivo                | Ambiente individualizado               |
| Horários rígidos                 | Horários flexíveis                     |
| Vestuário coletivo e padronizado | Vestuário individualizado e apropriado |

## Instalação
Antes de instalação de uma casa lar, é necessário que a comunidade seja informada e que as dúvidas sobre o funcionamento do local sejam sanadas, isso porque a convivência com a comunidade é um dos objetivos da modalidade. A maioria das casas lares são administradas por ONG's, e recebem parte de seus recursos do estado.
Para ter o aval para funcionar, a casa lar precisa atender a parâmetros mínimos estabelecidos pelo governo federal:
| Ambiente                                        | Descrição |
| ----------------------------------------------- | --- |
| Sala de estar ou similar                        | - Com espaço suficiente para acomodar o número de usuários atendido pelo equipamento e os cuidadores/ educadores; - Metragem sugerida de 1m² para cada ocupante; |
| Sala de jantar/ copa                            | - Com espaço suficiente para acomodar o número de usuários atendido pelo equipamento e os cuidadores/ educadores; - Pode ser um cômodo independente ou estar anexado a outro cômodo; - Metragem sugerida de 1 m² para cada ocupante; |
| Quartos                                         | - Até quatro crianças por quarto, podendo chegar a seis, quando esta for a única opção; - As camas/ berços/ beliches e os armários devem ser individuais; - Metragem sugerida de 2,25 m² para cada ocupante; |
| Ambiente para estudo                            | - Pode haver espaço específico para esta finalidade ou estar inserido em outros ambientes, como no quarto ou copa, por exemplo |
| Banheiro                                        | - Deve haver um lavatório, um vaso sanitário e um chuveiro para até seis crianças/ adolescentes; - Pelo menos um banheiro deverá ser adaptado para pessoas com deficiência; - Um lavatório, um vaso sanitário e um chuveiro para os cuidadores/educadores; |
| Cozinha                                         | - Deve possuir espaço suficiente para acomodar utensílios e mobiliário. |
| Área de serviço                                 | - Deve possuir espaço suficiente para acomodar utensílios e mobiliário e produtos de limpeza |
| Área externa                                    | - Espaços que permitam brincadeiras e convívio, evitando a instalação de equipamentos que não estejam no padrão socioeconômico dos usuários, como por exemplo, piscina, sauna etc, pois os mesmo irão dificultar a reintegração dos assistidos a família ou a comunidade; - Deve-se priorizar a utilização de equipamentos públicos ou comunitários de lazer, esporte e cultura, a fim de proporcionar um maior convívio comunitário e a socialização dos usuários; |
| Sala para equipe técnica                        | - Deve possuir espaço e mobiliário suficiente para desenvolvimento das atividades técnicas; |
| Sala de coordenação/ atividades administrativas | - Deve possuir área para guardar documentos sigilosos, em condições de segurança; - Deve possuir espaço e mobiliário suficiente para desenvolvimento das atividades técnicas; |
| Sala de reuniões                                | - Deve possuir espaço e mobiliário suficiente para a realização de reuniões de equipe e de atividades grupais com a família de origem. |

## Funcionamento
A criança ou o adolescente chega até a instituição de acolhimento após determinação judicial. O afastamento do convívio familiar seguirá até que haja possibilidade de reintegração ou, sendo esta impossível, de adoção.
Diferente dos outros modelos, a casa lar abriga até 10 crianças e adolescentes e conta com os educadores-cuidadores, outrora chamados pais/mães sociais, que residem no local, ao invés de funcionários em regime comum de revezamento de turnos. Cabe aos educadores-cuidadores, assim como os funcionários nos outros modelos, tentar tornar o ambiente o mais próximo possível de uma casa real. Aqui, para superar o compartilhamento de coisas próprio dos orfanatos, e assim desenvolver a individualidade, cada criança e adolescente possui sua cama, seus brinquedos e suas roupas. Também não existe vedação a atividades extra-curriculares e passeios. 